# Kure-Atoll
Das Kure-Atoll oder die Insel Kure (früher auch Ocean Island; hawaiisch: Kānemilohaʻi) liegt im nördlichen Pazifik und gehört geografisch zum Hawaii-Archipel, politisch zum US-Bundesstaat Hawaii. Kure ist die nördlichste der nordwestlichen Hawaii-Inseln und heute unbewohnt.

## Geografie
Das Atoll besteht aus einem ungefähr kreisförmigen Korallenriff von rund 9,5 Kilometern Durchmesser, das im Südwesten unterbrochen ist, sowie zwei Motus: Green Island und Sand Island.:176 Green Island liegt im Südwesten innerhalb des Riffkranzes. Die Insel ist ungefähr halbmondförmig mit einer Länge von 2,1 km, einer maximalen Breite von rund 600 m und einer Fläche von 90,1 ha. Die maximale Höhe im Nordosten beträgt 7,3 m, die mittlere Höhe 2,8 m über dem Meeresspiegel.:15 Ein Sandstrand zieht sich um die gesamte Insel und das südwestliche Ende läuft in einer langen Sandbank aus. Der größte Teil des Inselinnern ist mit niedrig wachsender Vegetation bedeckt, die übrige Fläche besteht aus der teilweise zugewachsenen, ehemaligen Landebahn, Resten von Gebäudestrukturen und unfruchtbarem Boden. Das südwestlich davon gelegene Sand Island ist heute nur noch eine kleine, vegetationslose Sandbank von 100 m Länge, die bei hohem Wasserstand vollständig überspült wird.
Das Korallenriff umschließt eine bis zu 14 m tiefe Lagune mit einer Fläche von rund 28 km² nahezu vollständig. Eine Passage gibt es nur im Südwesten. Der Lagunenboden besteht aus feinem Sand und Korallenschutt. Die Sedimente stammen von den umgebenden Riffen und werden vom Wellengang und Strömungen innerhalb des Atolls verteilt.

### Klima und Wetter
Militär und Küstenwache haben während der Stationierung umfangreiche Wetteraufzeichnungen vorgenommen. Kure hat subtropisches Seeklima, mit nur mäßigen Unterschieden zwischen den einzelnen Monaten. Die wärmsten Monate sind Juli, August und September mit Tagestemperaturen zwischen 27° und 32 °C, die kühlsten Monate sind Januar und Februar mit mittleren Temperaturen von 16° bis 18 °C. Frost ist unbekannt. Während eines großen Teils des Jahres unterliegt Kure dem Nordost-Passatwind, der die hohen Temperaturen einigermaßen erträglich macht. Regen fällt meist kurz und heftig mit einem Maximum von Dezember bis Januar, der März ist üblicherweise der trockenste Monat.:29 f.

## Geologie
Die Hawaii-Inseln entstanden aus einem Hotspot in der Mitte der Pazifischen Platte. Während der Hotspot selbst ortsfest ist, bewegt sich die Lithosphärenplatte und driftet mit einer Geschwindigkeit von 8 bis 10 cm pro Jahr nach Nordwesten. Die Hawaii-Inseln bilden einen Archipel, der aus mehr als 100 Inseln, Atollen, Riffen, flachen Bänken, Untiefen und Tiefseebergen besteht und sich von Hawaii (Big Island) im Südosten bis zum Kure-Atoll im Nordwesten erstreckt. In der sich über 2.400 Kilometer hinziehenden Kette von Inseln liegen die erdgeschichtlich jüngsten im Südosten, deren Alter nimmt nach Nordwesten zu. Molokai im Südosten entstand vor 1,6 Millionen Jahren, die Insel Midway, im Nordwesten vor 27,7 Millionen Jahren. Kure liegt in der Hawaii-Emperor-Kette nordwestlich von Midway und gehört damit zu den ältesten Inseln der Hawaii-Archipels. Der das Atoll bildende, mittlerweile zur Gänze versunkene Vulkan entstand vor 29,8 Millionen Jahren.
Kure ist das am weitesten nördlich gelegene Atoll der Erde. Es liegt nahe am sogenannten „Darwin Point“. Das ist eine in der Geologie definierte Schwelle, jenseits der Korallenriffe nicht mehr existieren können, weil die vertikale Wachstumsrate hermatypischer (d. h. riffbildender) Korallen wegen kühlerer Wassertemperaturen nicht mehr mit der eustatischen Bewegung – insbesondere dem Absinken des Atolls als Folge der Subduktion der Pazifischen Platte – Schritt hält.

## Flora und Fauna

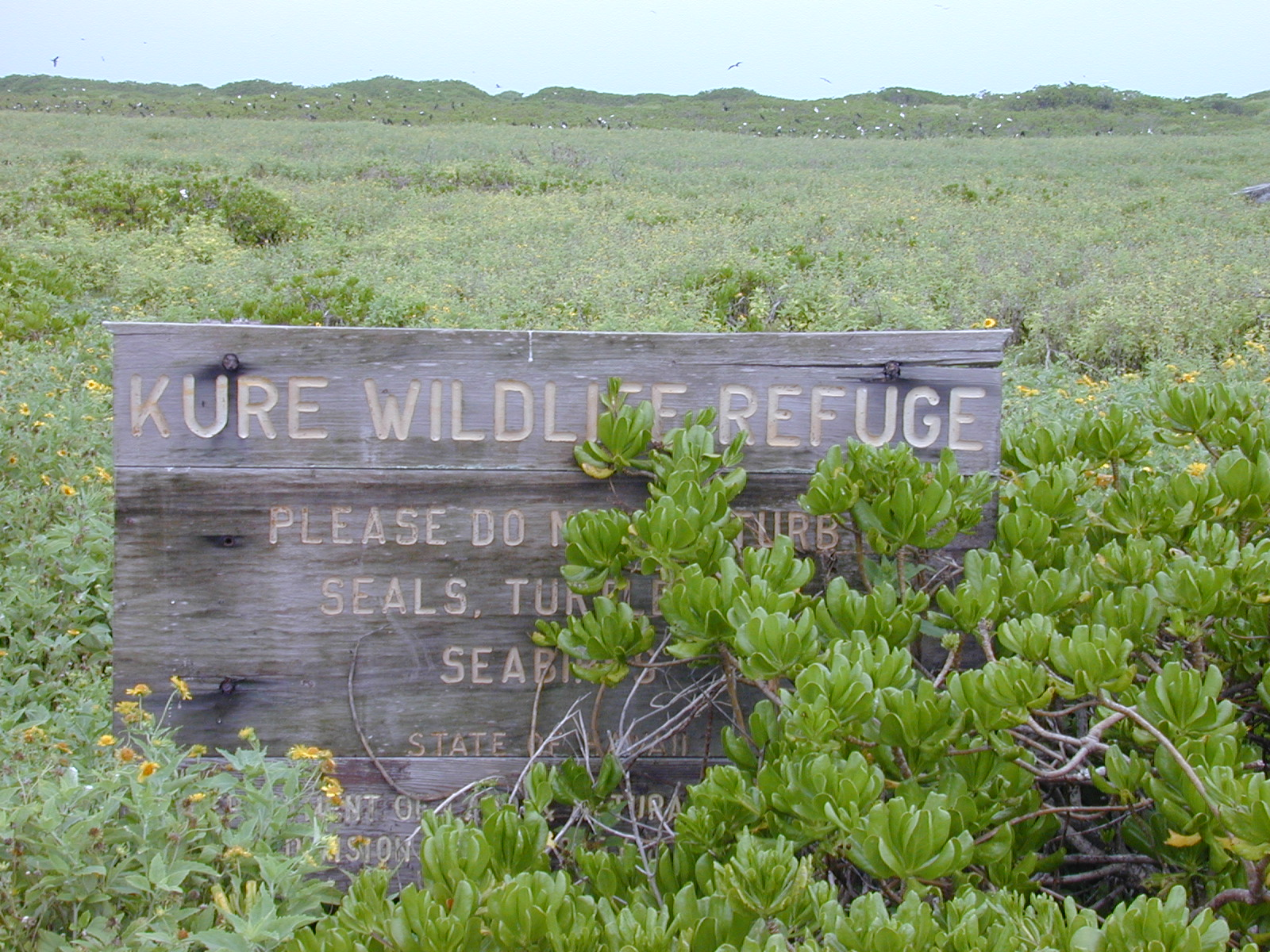
Dichter Bewuchs mit Scaevola taccada

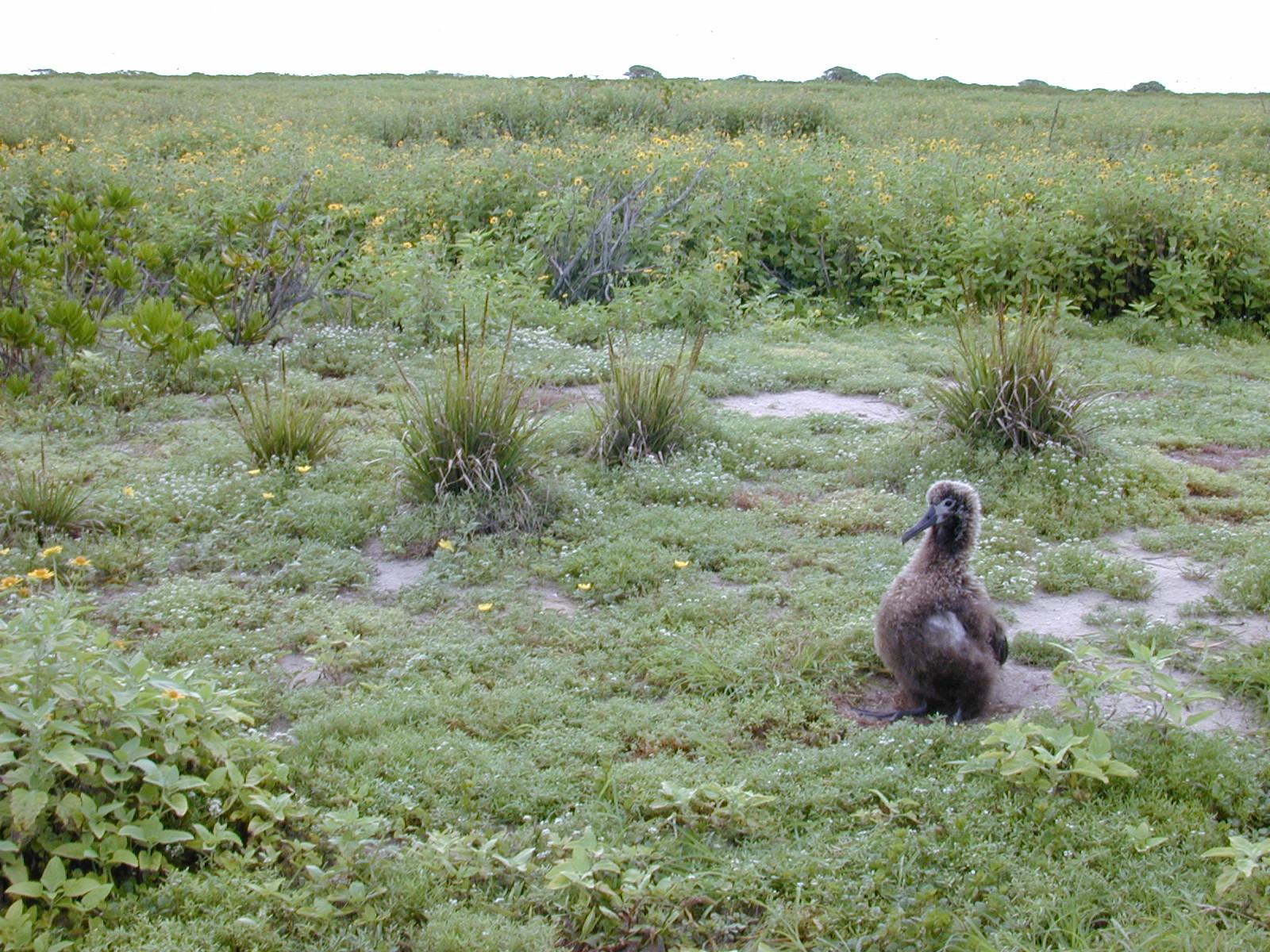
Horste von Erograstis variabilis

### Flora
Green Island, die größte der beiden Inseln, ist die einzige, auf der es Pflanzenwuchs gibt, doch die Biodiversität ist gering. Einen Eindruck von der damals noch überwiegend ursprünglichen Vegetation vermittelt der Botaniker Horace F. Clay von der Universität Hawaii, der Kure im Jahr 1959 besuchte, bevor die Insel umfangreich umgestaltet wurde. Dominierend war ein niedriger Bewuchs von Scaevola taccada (syn. Scaevola sericea), der den größten Teil von Green Island bedeckte. Verstreut zwischen den durchschnittlich einen Meter hohen Pflanzen wuchsen rankende Boerhavia diffusa als dürftige Bodenbedeckung, außerdem die zur Familie der Kürbisgewächse (Cucurbitaceae) gehörende Sicyos maximowiczii. An der Lagunenseite ging der Strand steil ansteigend in Sanddünen über. In den offenen Bereichen wuchsen Büschel der Süßgräser (Poaceae) Eragrostis variabilis und Eragrostis whitneyi (syn. Eragrostis paupera). An den Hängen der Dünen fanden sich Tussocks des Süßgrases Lepturus repens.
Der Bau des Flugfeldes im Jahr 1960 war für die Flora und Fauna des Atolls verheerend. Der Botaniker Charles H. Lamoureux von der University of Hawaii at Manoa besuchte Kure vom 12. bis 14. September 1961, um die Auswirkungen der Eingriffe zu dokumentieren. Als Folge der mit dem Bau militärischer Anlagen verbundenen Aktivitäten und dem damit einhergehenden absichtlichen oder unabsichtlichen Import nichtheimischer Pflanzen war es zu erheblichen Veränderungen in der Flora der Insel gekommen. Die von Clay zwei Jahre zuvor beobachteten, autochthonen Arten gab es zwar noch, aber es waren 22 allochthone hinzugekommen. Im März 1961 hatte man für die Landschaftsgestaltung rund 1500 Pflanzen aus Honolulu eingeflogen, die auf den gerodeten Flächen, den Sportanlagen und rund um die Gebäude ausgebracht wurden. Außerdem waren großflächig Rasensamen ausgebracht worden, die mit aggressiven Unkräutern verunreinigt waren. Unter den vorsätzlich oder versehentlich eingeführten Pflanzen waren zum Beispiel: Pandanus, Kokospalmen, Kasuarinen (Casuarina equisetifolia), das Gras Chloris barbata (syn. Chloris inflata), die Blutrote Fingerhirse (Digitaria sanguinalis) und das Wolfsmilchgewächs Euphorbia glomerifera (syn. Euphorbia hypericifolia). Ein Teil der Neophyten, zum Beispiel die Kokospalmen, konnte sich nicht behaupten. Die Kasuarinen haben überlebt und wachsen in Gruppen nahe der ehemaligen Wohnquartiere und entlang des Flugfeldes.
Eine aktuelle und relativ neue Bedrohung für die Flora ist die zur Familie der Korbblütler (Asteraceae) zählende Verbesina encelioides. Die äußerst aggressive Pflanze erzeugt allelopathische chemische Verbindungen, die das Wachstum anderer Pflanzenarten unterdrücken. Mittlerweile droht sie die altheimische Flora des Atolls zu verdrängen. Eine weitere invasive und sich schnell verbreitende Pflanze ist das Stachelige Klettengras (Cenchrus echinatus).
Heute ist die Flora von Green Island geprägt von verstreuten, niedrig wachsenden Bäumen der Art Tournefortia argentea und einem fast undurchdringlichen Buschland von Scaevola taccada. Ein großer Teil der Inselmitte ist mit einem Dickicht aus Verbesina bedeckt. Die ehemaligen Wohnquartiere, ungefähr im Zentrum der Insel, sind von einem Rasen aus Hundszahngras (Cynodon dactylon) und anderen Rasenunkräutern umgeben. Das aufgegebene Flugfeld trägt nur eine lückenhafte Vegetation aus Gräsern, vorwiegend Fimbristylis cymosa und Eragrostis paupera.
Lamoureux besuchte 1961 auch Sand Island, das damals noch 400 m lang und bis zu 20 m breit war. Die spärliche Pflanzendecke bestand aus einem Dutzend Exemplaren von Boerhavia diffusa und einem Flecken Eragrostis whitneyi.:2 Heute ist Sand Island wesentlich kleiner und trägt keinerlei Vegetation.

### Fauna
Charakteristisch für die Fauna der Insel Kure ist ein reichhaltiger Bestand an Seevögeln. Vierzehn Arten nisten auf Green Island, außerdem wurde eine Vielzahl von saisonalen, nicht brütenden Migranten und gelegentlichen Besuchern beobachtet. Zu den Brutvögeln zählen:60 f.:
- Schwarzfußalbatros (Phoebastria nigripes) und Laysanalbatros (Phoebastria immutabilis)
- Boninsturmvogel (Pterodroma hypoleuca) und Bulwersturmvogel (Bulweria bulwerii)
- Weihnachtssturmtaucher (Puffinus nativitatis) und Keilschwanz-Sturmtaucher (Puffinus pacificus)
- Rotschwanz-Tropikvogel (Phaethon rubricauda)
- Maskentölpel (Sula dactylatra), Weißbauchtölpel (Sula leucogaster) und Rotfußtölpel (Sula sula)
- Feenseeschwalbe (Gygis alba)
- Bindenfregattvogel (Fregata minor).[14]

Eine Bedrohung für viele Vogelarten sind Ratten, die Eier aus den Nestern rauben und Jungvögel attackieren. Eine große Population der polynesischen Ratte (Rattus exulans) wurde erstmals von Commander Montgomery Sicard von der USS Saginaw beschrieben („thousands of rats about“), die im Oktober 1870 an der Ostseite des Riffes havarierte.:55 Wahrscheinlich hatten die Polynesier die Tiere eingebracht. Inzwischen haben sich auch Schiffsratten verbreitet, die von einem oder mehreren havarierten Schiffen stammen.
Auf Kure eingeführte Ameisen der Art Pheidole megacephala können zum Nestlingssterben führen, aber auch die Zerstörung der einheimischen Vegetation durch die Verbreitung nichtheimischer Schildläuse begünstigen.
Das Kure-Atoll ist ein wichtiger Wurf- und Ruheplatz für die Hawaii-Mönchsrobbe (Neomonachus schauinslandi, syn.: Monachus schauinslandi). Die Population ging in den 1960er Jahren stark zurück, offenbar weil sich die Tiere von den Aktivitäten der Küstenwache gestört fühlten, hat jedoch nach Schließung der Station und des Flugfeldes sowie dank eines aktiven Schutz- und Aufzuchtprogrammes wieder zugenommen.:69

## Geschichte

### Vorgeschichte
Ob das Kure-Atoll den Ureinwohnern Hawaiis bekannt war, ist ungeklärt, denn bislang haben keine archäologischen Forschungen stattgefunden. Die umfassende Umgestaltung von Green Island im 20. Jahrhundert zu militärischen Zwecken dürfte alle möglicherweise vorhandenen Spuren vernichtet haben. Das Vorkommen der polynesischen Ratte könnte ein Indiz für den (zeitweiligen?) Aufenthalt von Polynesiern sein.:2 Die Polynesier führten die Tiere als lebenden Proviant bei ihren Entdeckungsreisen mit. Eine dauerhafte Besiedlung von Kure erscheint jedoch kaum wahrscheinlich, da jegliche Ressourcen fehlen.

### Entdeckung
In der großformatigen Pazifik-Karte von Aaron Arrowsmith aus dem Jahr 1798, der genauesten Karte jener Zeit, ist Kure, Kur oder Cure – alle Schreibweisen sind in älteren Atlanten vertreten – noch nicht eingezeichnet. Auf der Arrowsmith-Karte fehlen sämtliche Inseln des Hawaii-Archipels nordwestlich von Necker.
Es ist nicht gesichert, wer als Entdecker von Kure anzusehen ist. In der Sekundärliteratur und in diversen Internetseiten werden verschiedene Personen genannt:
- ein spanischer Kapitän mit Namen Zipiani
- Benjamin Morrell
- ein russischer Kapitän namens Kure
- Adam Johann von Krusenstern
- der russische Marine-Leutnant Mikhail Nikolaevich Staniukovich.

Paul W. Woodward von der University of Michigan vermutet in seinem umfassenden Forschungsbericht über Kure, das Atoll könnte mit der Insel Patrocinio identisch sein.:2 Don Miguel Zipiani, dem Kapitän der spanischen Fregatte Nuestra Señora del Pilar, wird zugeschrieben, 1799 auf der Position 28° 9' nördlicher Breite und 175° 48′ östlicher Länge eine bis dahin unbekannte Insel entdeckt zu haben, die sich über 3 Meilen (≈ 5,5 km) von Nordnordost nach Südsüdwest erstrecke. Er habe diese Insel Patrocinio genannt, spanisch für Schutz, Schutzschirm, Schirmherrschaft. Die tatsächliche Position von Kure ist 28° 25′ Nord, 178° 20′ West. Zipanis Breitenangabe für Patrocinio stimmt damit in etwa überein, doch die Länge ist um rund 350 Kilometer zu weit östlich. Im Navigationshandbuch des britischen Geografen und Hydrografen Alexander George Findlay von 1870 wird Patrocinio mit Byers’s Island gleichgesetzt. Findlay versieht den Namen ihres angeblichen Entdeckers, Zipiani, allerdings mit einem Fragezeichen.:874
Byers’s Island (oder Byers Island) ist eine Phantominsel, die Benjamin Morrell nach James Byers, einem Kaufmann und Reeder aus New York City, benannte. 1825 segelte Morrell mit dem Schiff Tartar, von Kalifornien kommend, entlang der Inselkette von Hawaii und weiter zu den Galapagosinseln. Am 12. Juli 1825 erreichte die Tartar eine Insel, die Morrell wie folgt beschreibt:

„July 12th – We crossed the Meridian of 180° the ne plus ultra of longitude, in lat. 28° 30' north, and on the 13th we landed on Byers´s Island, situated in lat. 28° 32' north, long. 177° 4' east. This island is moderately elevated, and has some bushes and spots of vegetation. It is about four miles in circumference, and has good anchorage on the west-south-west side, with fifteen fathoms of water, sand and coral bottom. There are no dangers around this island, excepting on the south-east side, where there is a coral reef, running to the southward about two miles. Sea-birds, green turtles, Sea-elephants resort to this island.
12. Juli [1825] – Wir überquerten 180°, das Nonplusultra aller Längengrade [wegen der Datumsgrenze], bei einer Breite 28° 30' Nord und landeten am 13. auf Byers´s Island, bei 28° 32' Nord und 177° 4' Ost gelegen. Diese Insel ist mäßig hoch und hat einige Büsche und Flecken mit Vegetation. Sie hat einen Umfang von etwa sieben Kilometern und bietet auf der West-Südwest-Seite gute Ankerplätze mit 27 Metern Wassertiefe, Sand- und Korallenboden. Rund um diese Insel gibt es keine Gefahrenstellen, außer auf der Südostseite, wo sich ein Korallenriff befindet, das sich etwa vier Kilometer nach Süden erstreckt. Seevögel, Grüne Meeresschildkröten und See-Elefanten kommen auf diese Insel.“

Die von Morrell ermittelten Koordinaten stimmen in etwa mit denen von Kure überein, auch die Beschreibung einer flachen Insel mit niedriger Vegetation trifft auf Green Island zu. Es ist jedoch unklar, was er mit „See-Elefanten“ meint, die Tiere kommen in diesen Breiten nicht vor. Sofern Morrell die Insel nicht völlig frei erfunden hat – er war kein seriöser Berichterstatter – ist es möglich, dass Morrells Byers´s Island mit dem Kure-Atoll (oder dem benachbarten Midway) identisch ist.
Nach anderen, nicht näher bezeichneten Quellen, vorwiegend im Internet, soll Kapitän Kure, ein russischer Seefahrer, das Atoll entdeckt haben, doch diese Annahme wird von keinem authentischen, zeitgenössischen Dokument gestützt.:205
Der deutsch-baltische, in russischen Diensten stehende Kapitän (später Admiral) Adam Johann von Krusenstern kommandierte die erste russische Weltumsegelung mit der Fregatte Nadeschda und dem Begleitschiff Newa (Kapitän Juri Fjodorowitsch Lissjanski, russisch: Юрий Фёдорович Лисянский, auch Lisiansky, Lisyansky, Lissianski) von 1803 bis 1806. Im Februar 1804 umsegelten die Schiffe Kap Hoorn, erreichten am 5. Mai die Mendoza- und Washingtons-Inseln (Marquesas), verweilten zwei Wochen auf Nukahiwa (Nuku Hiva) und landeten am 9. Juni auf Hawaii. Dort trennten die sich, und die Nadeschda segelte am 13. Juli 1804 alleine weiter nach Kamtschatka. Weder in dem Reisebericht von Krusenstern noch in dem von Lissjanski ist das Kure-Atoll erwähnt.
In der russischen Originalausgabe von Krusensterns Atlas der Südsee sowie dessen französischer Ausgabe ist eine großformatige Karte des Hawaii-Archipels enthalten. Nordwestlich der bewohnten Hauptinseln Hawaiis sind dort lediglich zwei kleine Inseln eingezeichnet: Necker und eine Insel mit dem Namen Vogelinsel (wahrscheinlich Lisianski). Eine Insel mit Namen Kure, Cure oder Kur ist nicht abgebildet. Allerdings findet sich in den Erläuterungen zum Atlas der Südsee folgender Eintrag:

„Isle Cure: C´est une isle basse et très dangereuse par 28° 25ʼ de Latitude. Entre trois déterminations de longitude qui ne different entr’elles que de 28ʼ, la moyenne sera 181° 35ʼ. 
Insel Cure: Es handelt sich um eine niedrige und sehr gefährliche Insel auf dem Breitengrad 28° 25ʼ. Unter drei Bestimmungen des Längengrades, die sich nur um 28ʼ unterscheiden, beträgt der Mittelwert 181° 35ʼ.“

Kapitänleutnant (später Admiral) der Kaiserlich Russischen Marine Friedrich Benjamin von Lütke leitete die zwölfte russische Weltumseglung vom 14. August 1826 bis 16. September 1829 mit den Korvetten Senjawin und Moller. Die Senjawin und die unter dem Kommando von Marine-Leutnant Mikhail Nikolaevich Staniukovich (Михаил Николаевич Станюкович; auch Stanyukovich, Stanjukovič, Stanikowitsch) (1786–1869) stehende Moller segelten dieselbe Route, waren jedoch nach der Umrundung von Kap Hoorn zeitweise getrennt. Lütke legte mit der Senjawin einen Zwischenstopp auf Hawaii (Big Island) ein. Unabhängig davon führte Staniukowich zeitgleich umfangreiche hydrografische Messungen im hawaiischen Archipel durch. In seinem Expeditionsbericht erwähnt Lütke die Fahrt der Moller nur in wenigen Zeilen:

„Ayant repris la mer il rangea la chaine d’îles et de récifs qui sont comme le prolongement des iles Sandwich, au NO, et decouvrit dans et espace lile Moller par 25° 46´de latitude N., et 171° 50´ de longitude O. Il reconnut ensuite les iles Necker, Gardner, Lissiansky, et découvrit, au S. S.-O. et à six milles de cette dernière Ile, un récif très-dangereux. Il reconnut aussi l’Ile de Kur, la Basse des frégates françaises, le récif Maro, celui de la Perle et de l’Hèrmes; il revint en avril au Kamtchatka.
Als er wieder in See stach, durchstreifte er die Insel- und Riffkette, die wie eine Verlängerung der Sandwichinseln [Hawaii-Archipel] im Nordwesten aussieht, und entdeckte die Moller-Insel [Laysan] im Bereich von 25° 46′ nördlicher Breite und 171° 50′ westlicher Länge. Dann identifizierte er die Necker-, Gardner- und Lissiansky-Inseln und entdeckte im SSW, sechs Meilen von dieser letzten Insel entfernt, ein sehr gefährliches Riff. Er erkannte auch die Insel Kur, die French Frigate Shoals, das Maro-Riff, das von Pearl and Hermes und kehrte im April nach Kamtschatka zurück.“

Nähere Informationen zu der „Insel Kur“ sind in Lütkes Expeditionsbericht nicht enthalten. An Bord der Moller befand sich der Schiffsarzt und Naturforscher Karl Isenbeck (auch Carl Izenbeck, Izembek), der mehrere der nordwestlichen Hawaii-Inseln (z. B.: Laysan, Gardner Pinnacles) zur Vogelbeobachtung aufgesucht hatte. Ob er auch Kure betreten hat, ist nicht bekannt.
Die Karte des Pazifischen Ozeans von 1840, herausgegeben von der Society for the Diffusion of Useful Knowledge in London, bildet nordwestlich des Pearl-und-Hermes-Atolls sowohl die Insel „Cure“ und „Petrocinio I[sland]“ als auch „Byer´s I[sland]“ und „Morrell I[sland]“ ab, die letzten beiden allerdings mit Fragezeichen.
Colonel James Harbottle Boyd, Sonderbeauftragter (Special Commissioner) des Königs von Hawaii, nahm 1886 das Kure-Atoll im Namen von König Kalākaua in Besitz. Die SS Waialeale landete am 20. September 1886 auf Green Island. Boyd ließ am Strand einen Flaggenmast aufrichten und verlas in einer feierlichen Zeremonie die Besitzurkunde. Am folgenden Tag ließ er eine mit Wellblech gedeckte Schutzhütte bauen und zum Nutzen künftiger Schiffbrüchiger mit Proviant und Wassertanks versehen. Auf der baumlosen Insel brachte man Samen von anderen Hawaii-Inseln aus, u. a. Metrosideros polymorpha (hawaiisch: Ohia oder Lehua Tree), Calophyllum inophyllum (Kamani), Samanea saman (Monkeypod Tree) und Lagerstroemia speciosa (Pride of India), die sich jedoch nicht behaupten konnten.:7 Wie Kapitän Walker vom Schoner Kaalokai zwölf Monate später berichtete, war die Hütte restlos zerstört und der Proviant gestohlen.
Am 5. Juli 1859 suchte die Bark Gambia das Kure-Atoll für die Robbenjagd und zur Guano-Exploration auf. Kapitän Brooks berichtete im Nautical Magazine and Naval Chronicle von 1860, einer Monatszeitschrift für die Seefahrt, „Ocean Island“ – ein damals gebräuchlicher Name für Kure – bestehe aus einem Riff von 30 Seemeilen (≈ 55 km) Umfang mit drei Inseln. Green Island, die größte davon, sei mit Büschen dicht bewachsen. Sand Island, die kleinere, sei eine Insel mit einer Höhe von nicht mehr als 10 feet (≈ 3 m) über dem Meeresspiegel, mit spärlicher Vegetation, einer geringen Zahl von Vögeln und zahlreichen Schildkröten („with little vegetation, few fowls, and plenty of turtle“). Die dritte Insel, heute verschwunden, sei lediglich eine Sandbank („a mere sand spit“).
Am 15. Februar 1894 vermietete die provisorische Regierung von Hawaii das Kure-Atoll für 25 Jahre an die North Pacific Phosphate and Fertilizer Company. Zu einem Guano-Abbau kam es jedoch nicht.:207

### 20. Jahrhundert
Am 7. Juli 1898 hatten die Vereinigten Staaten Hawaii annektiert, und am 3. Februar 1909 stellte Präsident Theodore Roosevelt die nordwestlichen, unbewohnten Hawaii-Inseln und Riffe, darunter auch das Kure-Atoll, als „Hawaiian Islands Bird Reservation“ unter Schutz, um die Jagd auf Seevögel zu unterbinden. Franklin D. Roosevelt unterzeichnete am 25. Juli 1940 die „Presidential Proclamation No. 2416“, mit der er den Schutz auf alle Wildtiere erweiterte und den Namen des Schutzgebietes in „Hawaiian Islands National Wildlife Refuge“ änderte. Zur Überwachung der Schutzmaßnahmen kontrollierte der Revenue Cutter Thetis das Atoll erstmals am 23. Januar 1910. Kapitän William Jacobs setzte ein Landungskommando auf Green Island ab, das keine Hinweise auf den illegalen Aufenthalt von Personen fand. In den Folgejahren überwachte die Thetis die unter Schutz gestellten Inseln regelmäßig.
Die erste multidisziplinäre Forschungsreise zu den nordwestlichen Hawaii-Inseln war die sogenannte Tanager-Expedition der Smithsonian Institution mit dem Minensuchboot USS Tanager (AM-385), das die US Navy zur Verfügung gestellt hatte. Die Forschergruppe unter der Leitung des Ornithologen Alexander Wetmore erreichte Kure am 16. April 1923. Sie errichteten drei Zelte auf Green Island und blieben bis zum 22. April 1923.

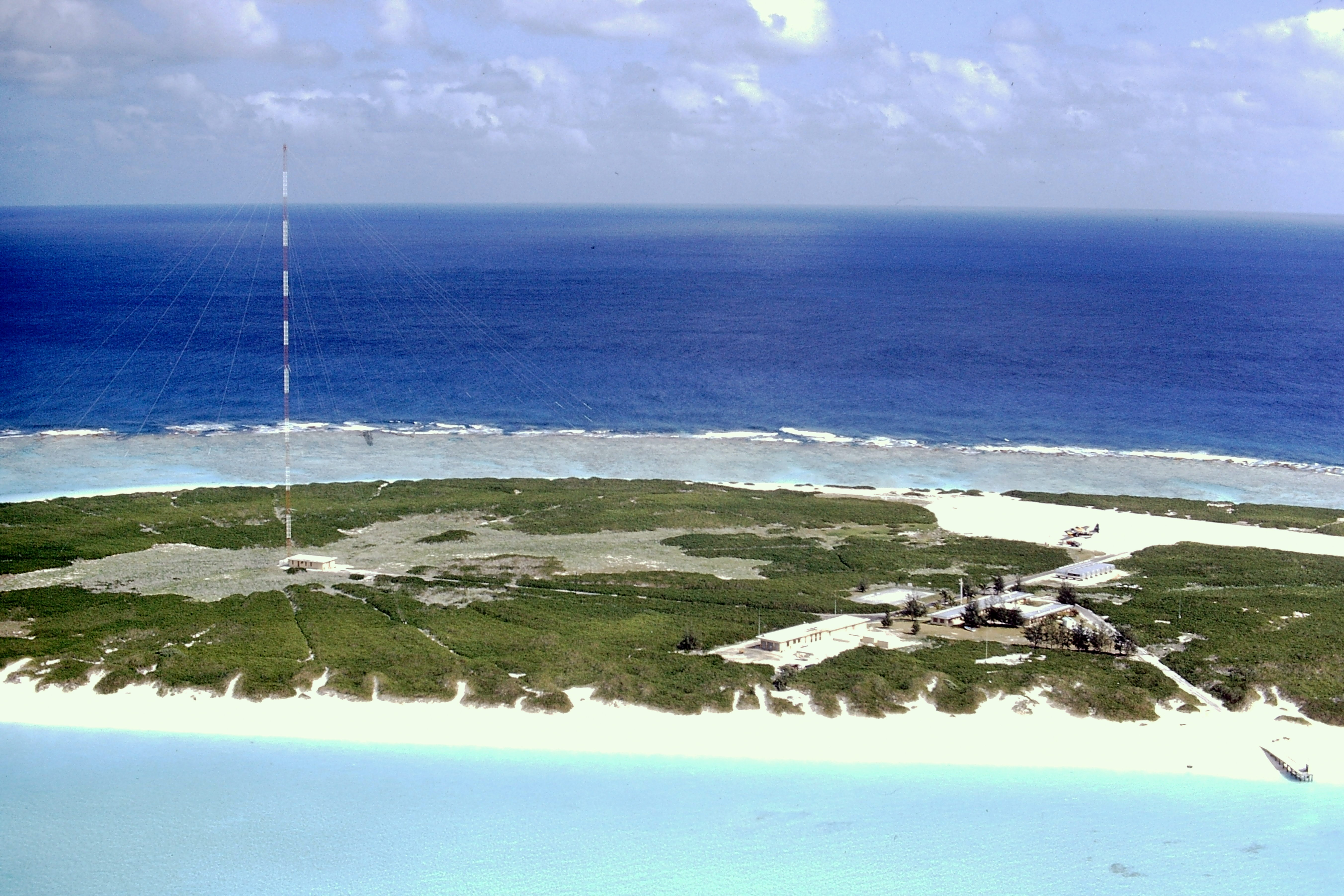
Kure im Jahr 1971 mit LORAN-Station

Am Vorabend des Zweiten Weltkrieges fand eine groß angelegte Übung der US Navy unter dem Namen „Fleet Problem XVI“ zwischen den Hawaii-Inseln (und vor Alaska) statt, zur Vorbereitung auf eine mögliche Offensive im Pazifik. Im Rahmen dieser Übung suchten der Tender USS Dobbin (AD-3) und der Zerstörer USS Ramsay (DD-124) im Mai 1934 auch das Kure-Atoll auf. Mit Executive Order 7299 vom 20. Februar 1936 unterstellte Präsident Franklin D. Roosevelt das Kure-Atoll der Verwaltung und Jurisdiktion der Marine der Vereinigten Staaten. Vom 5. bis 13. April 1936 lag der Minensucher USS Oglala (CM-4) vor Kure, um die Möglichkeit der Anlage eines Start- und Landeplatzes auf Green Island zu erkunden. Die USS Childs (DD-241), ein zum Tender für Seeflugzeuge umgebauter Zerstörer, vermaß unter dem Kommando von LCDR Pratt im Juni 1940 das Atoll und installierte Schifffahrtszeichen zur Markierung von Untiefen.:10
Im Gegensatz zur Nachbarinsel Midway war Kure von den Kämpfen während des Pazifikkrieges nicht unmittelbar betroffen. Kriegsschiffe der US-Marine vom nahegelegenen Midway-Atoll überwachten Kure regelmäßig, um sicherzustellen, dass die Japaner die Insel nicht zum Auftanken von U-Booten oder zur Vorbereitung von Angriffen auf andere Hawaii-Inseln nutzten.
Am 17. November 1952 unterstellte Präsident Harry S. Truman mit Executive Order 10413 das Kure-Atoll wieder der Verwaltung des Bundesstaates Hawaii, erlaubte aber der US Navy den Bau eines 20 m hohen Radarreflektors, der 1955 an der Südwestseite von Green Island installiert wurde. 1960 errichtete die US Coast Guard im Zentrum von Green Island einen 190 m (625 ft.) hohen Gittermast für das LORAN-Funknavigationssystem. Die Anlage wurde im März 1961 in Betrieb genommen. Die Nebenanlagen bestanden aus Wohnbaracken, Sportplatz, einem Kraftwerk mit zugehörigen Kraftstofftanks, einem Gebäude für die Sendeanlage und einem Bootsanleger. Die Versorgung erfolgte mit Transportflugzeugen Fairchild C-123, später Lockheed C-130, die auf einem 1200 m (3800 ft.) langen Airstrip aus verdichtetem Korallenschutt landeten. Am 30. Juni 1992 stellte die Küstenwache den Betrieb der LORAN-Station ein, da die Satellitennavigation das System überflüssig machte. Die Anlagen wurden abgebaut und die Verwaltung der Insel wieder in die Hände des Bundesstaates Hawaii gelegt.

## Havarien
Das Riff und die niedrigen, erst aus kurzer Entfernung sichtbaren Inseln und Sandbänke sind ein gefährliches Schifffahrtshindernis, das mehren Schiffen zum Verhängnis wurde:

### Gledstanes
Das Walfangschiff Gledstanes aus New Bedford strandete um Mitternacht des 9. Juni 1837 an der Ostseite des Riffes. Die Besatzung rettete sich auf Green Island, nur ein Mann kam ums Leben, als er betrunken über Bord fiel. Die Mannschaft baute aus den Überresten des Wracks ein Boot und Kapitän Brown segelte mit acht Seeleuten am 15. Dezember 1837 nach Honolulu. Die übrigen Besatzungsmitglieder wurden später von einem ausgesandten Rettungsschiff aufgenommen, nachdem sie mehr als ein halbes Jahr auf der Insel verbracht hatten.

### Parker
Am 24. September 1842, um 02.30 Uhr, lief das Walfangschiff Parker aus New Bedford während eines schweren Sturmes auf der Nordseite des Riffes auf. Die Mannschaft ließ die Beiboote zu Wasser, die jedoch am Rumpf des Wracks zerschellten, wobei vier Seeleute ertranken. Die übrigen Männer bauten aus abgesägten Masten und Spieren ein Floß, mit dem sie völlig entkräftet nach einer Woche Green Island erreichten. Aus den noch brauchbaren Wrackteilen der Gledstanes bauten sie Hütten. Sie fanden auch den verwilderten Bordhund der Gledstanes, der fünf Jahre auf der Insel überlebt hatte, nun jedoch geschlachtet und aufgegessen wurde. Außerdem ernährten sich die 24 überlebenden Seeleute von Robben und Seevögeln. Am 16. April 1843 kam ein Segel in Sicht, doch erst am folgenden Tag landete die James Steward aus St. John’s (Neufundland) an der Südspitze. Kapitän Smith, der Schiffszimmerer, der Küfer und der Schiffsjunge gingen an Bord, die übrigen 20 Seeleute blieben, mit Wasser und Nahrungsmitteln versorgt, auf der Insel, bis sie am 2. Mai 1843 von dem Walfänger Nassau nach Honolulu gebracht wurden. Zwischen 2002 und 2008 konnten Unterwasserarchäologen das Wrack der Parker identifizieren und einige Artefakte, u. a. die Schiffsglocke, bergen.

### USS Saginaw

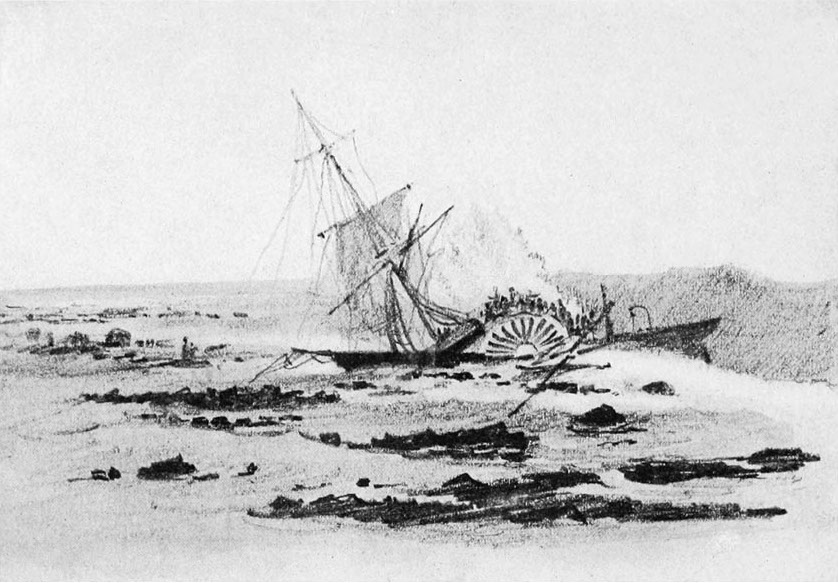
Wrack der USS Saginaw (Zeichnung)

Der Raddampfer USS Saginaw war 1870 auf dem Midway-Atoll stationiert, um Bagger- und Taucharbeiten zum Ausbau des Hafens zu unterstützen. Auf der Rückfahrt nach San Francisco nahm die Saginaw Kurs auf das nahegelegene Kure-Atoll, um nach eventuellen Schiffbrüchigen Ausschau zu halten. Kapitän Sicard steuerte sein Schiff vorsichtig und mit gerefften Segeln durch den heftigen Wellengang. Der Mond war untergegangen, aber er nahm an, noch in sicherer Entfernung vom Riff zu sein. Am 21. Oktober 1870, um 03.15 Uhr, beobachtete der Ausguck Brandung, die sich vor dem Schiff brach. Der Kapitän befahl sofort, die Segel einzuholen und die Maschinen auf Rückwärtsfahrt zu stellen, aber innerhalb weniger Minuten lief die Saginaw auf und hohe Wellen überschwemmten das Schiff.
Bei Tagesanbruch wurden die Beiboote zu Wasser gelassen, mit Vorräten beladen, und die Besatzung machte sich durch das Riff auf den Weg nach Green Island. Die Saginaw brach auseinander und ging unter. Ein Problem für die 93 Überlebenden waren die knappen Rationen, aber noch kritischer war die begrenzte Menge an Frischwasser.
Da Rettung eher unwahrscheinlich war, wurde ein 7 Meter langes Beiboot mit Segeln versehen und fünf Freiwillige begaben sich damit auf die lange Rettungsfahrt zu einer der bewohnten Hawaii-Inseln. Als sie 31 Tage später die Nordküste von Kauai erreichten, waren sie so entkräftet, dass sie nicht mehr in der Lage waren, das Boot zu kontrollieren, sodass es in der Brandung kenterte. Lediglich der Steuermann William Halford überlebte. Anwohner fanden ihn ohnmächtig am Strand und brachten ihn nach Honolulu. Noch am selben Tag wurde der Schoner Kona ausgerüstet und zur Rettung der Schiffbrüchigen nach Kure entsandt. Auf Weisung von König Kamehameha V. machte sich auch der königliche Dampfer Kilauea auf den Weg. Beide Schiffe erreichten die Überlebenden am 3. Januar 1871, mehr als zwei Monate nach dem Schiffbruch, und brachten sie nach Honolulu. Unterwasserarchäologen fanden das Wrack der Saginaw im Jahr 2003 an der Ostseite des Kure-Riffes.

### Dunnottar Castle
Der britische Dreimaster Dunnottar Castle, gebaut 1874 in Glasgow, war 1886 mit einer Ladung Kohle unterwegs von Sydney nach Wilmington, heute Stadtteil von Los Angeles. Ein defekter Chronometer ließ eine zuverlässige Bestimmung des Längengrades nicht mehr zu, und das Schiff fuhr am 15. Juli 1886 auf das Kure-Riff. Obwohl man versuchte, die Ladung abzuwerfen und den beschädigten Rumpf zu reparieren, konnte die Dunnottar Castle nicht wieder flott gemacht werden. Die Besatzung verließ das Schiff in den Beibooten und machte sich auf den Weg zum nahe gelegenen Green Island. Kapitän Martin und 22 Männer der Besatzung blieben auf der Insel während er Erste Offizier und sechs Seeleute eines der Boote ausrüsteten und sich auf den Weg zu einer besiedelten Insel machten, um Hilfe zu holen. Nach 52 Tagen erreichten sie Kauaʻi und wurden nach Honolulu gebracht. Der britische Kommissar in Honolulu charterte gemeinsam mit dem Königreich Hawaii den Dampfer Waialeale, der auf eine Rettungsmission zu dem entfernten Atoll geschickt wurde. Doch die auf Green Island Verbliebenen waren inzwischen von der kanadischen Bark Birnam Wood aus St. Johns gerettet und in Valparaíso abgesetzt worden. Obwohl die Schiffbrüchigen mittlerweile in Sicherheit waren, erwies sich diese Fahrt nicht als nutzlos. Da König Kalākaua vermutete, die Briten könnten die Insel annektieren, hatte er Special Commissioner James Harbottle Boyd, der sich an Bord der Waialeale befand, angewiesen, Kure förmlich für das Königreich Hawaii in Besitz zu nehmen. Damit führte der Untergang der Dunnottar Castle zur offiziellen Präsenz des Königreichs Hawaii auf Kure, dem entlegensten und bis dahin kaum beachteten Atoll am nordwestlichsten Ende des Archipels.:179

### Stato Maru
Der japanische Dampfer Stato Maru mit einer Besatzung von 25 bis 30 Mann strandete am 25. Februar 1938 am Kure-Atoll. Vermutlich wurde die Mannschaft von dem japanischen Schiff Aomori evakuiert.:11

### Port of Bandon
Am 24. April 1961, kurze Zeit nach Inbetriebnahme der Küstenwachstation, lief der 1938 gebaute Schlepper Port of Bandon am südöstlichen Rand des Korallenriffes auf Grund. Mit Motorbooten der Küstenwache, die auf Kure stationiert waren, konnte die fünfköpfige Besatzung gerettet werden. Die Überreste des Schleppers rosten noch immer auf dem Riff vor sich hin.

### Houei Maru

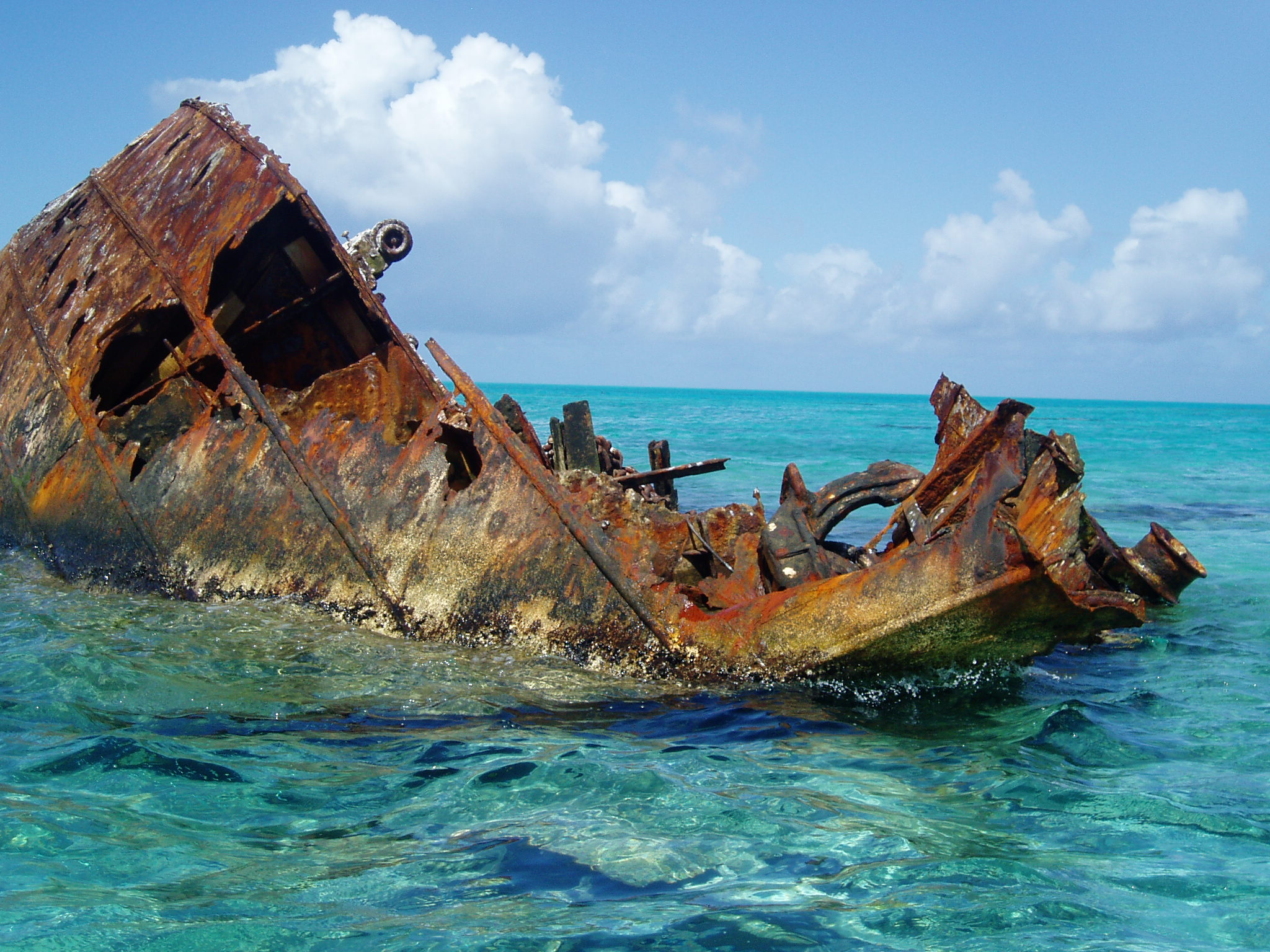
Wrack der Houei Maru

Ein weiteres Wrack am Riff von Kure ist das des japanischen Trawlers Houei Maru Nr. 5. Das Schiff hatte auf dem US-Marinestützpunkt Midway um medizinische Hilfe gebeten und sich per Funk am 3. Februar 1976 zum Fang in den Fischgründen des Pazifiks nördlich von Kure abgemeldet. Einen Tag später suchte ein heftiger Sturm die Region heim. Zwei Tage danach entdeckte eine Douglas C-117 der US Coast Guard das Wrack auf dem Nordriff von Kure. Von der Besatzung fehlte jede Spur. Trotz anhaltend schlechten Wetters entsandte die Küstenwache einen Hubschrauber und ein Mann seilte sich auf das Deck der Houei Maru ab. Er entdeckte weder Leichen noch lebende Menschen. Ein zwei Tage später mit Booten eintreffender Suchtrupp fand in der Kabine das Logbuch der Houei Maru. Der letzte Eintrag stammte vom 17. Februar 1976, enthielt aber keine Hinweise zur Havarie und zum Schicksal der Besatzung. Die anschließende, mehrtägige Suche mit Schiffen und Flugzeugen der Küstenwache und der US Navy im Seegebiet um Kure verlief ohne Ergebnis. Reste des Wracks der Houei Maru liegen heute noch auf dem Riff. Das Schicksal der Besatzung blieb ungeklärt.

### Paradise Queen II
Ein weiteres Schiff, das am 16. Oktober 1998 am Riff von Kure strandete, war die Paradise Queen II, ein US-amerikanisches Fischereiboot.

## Name
Der amtliche Name von Kure ist „Kure Atoll“. Anlässlich einer in den letzten Jahren entstandenen Bewegung zur Erhaltung und Erneuerung traditioneller hawaiischer Kultur beabsichtigt man die Wiedereinführung der mündlich tradierten, „alten“ Inselnamen. Für Kure sind zwei hawaiische Namen bekannt, die als traditionell gelten: Moku Papapa (Mokupāpapa) und Kanemilohai (Kānemilohaʻi).
Der Name Mokupāpapa ist ein zusammengesetztes Wort aus „moku“ oder Motu = Insel oder Eiland, zusammen mit „pāpapa“, das ein niedriges, flaches Riff bezeichnet. Man kann es ungefähr als „Insel oder Inseln mit tief liegenden Riffen“ übersetzen. Papa oder Papahānaumoku hat eine weitere Bedeutung: In der Mythologie Hawaiis ist sie die Erdgöttin und Urmutter (Makuahine) der hawaiischen Inseln. Der in Gesängen mündlich tradierte Name Mokupāpapa bezieht sich auf eine oder mehrere Inseln, die nordwestlich von Niʻihau liegen sollen.
Das Hawaiian Language Lexicon Committee (Kōmike Huaʻōlelo) der University of Hawaiʻi at Hilo erhielt 2017 den Auftrag, traditionelle Namen für die Hawaii-Inseln festzulegen. Das Komitee, bestehend aus meist älteren, hawaiischen Muttersprachlern, wurde 1987 gegründet, um Wörter für Begriffe zu finden, die den Ureinwohnern unbekannt waren. Die Ausschussmitglieder einigten sich auf den einheimischen Namen Mokupāpapa für die French Frigate Shoals und
Kānemilohaʻi für das Kure Atoll.
Von Kanemilohai, dem 16. Bruder von Pele, der Vulkangöttin der hawaiischen Mythologie, heißt es, er habe heilende Kräfte und er bekämpfe Krankheiten. Mit dem Kure-Atoll verbindet ihn folgende Legende: Pele wird von ihrer älteren Schwester Nāmaka (oder Nā-maka-o-Kahaʻi), der Meeresgöttin, aus Kahiki (damit ist jedes Land außerhalb von Hawaii gemeint, übersetzt etwa: aus der Fremde) vertrieben. Sie flüchtet mit dreien ihrer Brüder und der kleinen Schwester auf dem Arm in einem Kanu über die nordwestlichen Untiefen zu den Hawaii-Inseln, wird aber von Nāmaka verfolgt. Auf einer kleinen Insel lässt Pele ihren Bruder Kanemilohai als Wächter zurück. Diese Insel wird definiert als ein Motu des Kure Atolls.
Auf älteren Karten und in Navigationsbüchern wird Kure oft auch in der Schreibweise „Cure“ erwähnt. Ab der Mitte des 19. Jahrhunderts firmierte das Kure-Atoll auf den Karten häufig auch unter dem Namen „Ocean Island“. Gelegentlich heißt das Atoll in Atlanten auch Buckles, Massachusetts oder Staves Island.:1152

## Infrastruktur und Verwaltung
Kure gehört zur City and County of Honolulu im US-Bundesstaat Hawaii. Wie die anderen unbewohnten, nordwestlichen Hawaii-Inseln, ist das Atoll Teil des Papahānaumokuākea Marine National Monuments, des zweitgrößten Meeresschutzgebietes der Erde. Dessen Verwaltung liegt in der Verantwortung von vier Treuhändern: dem Bundesstaat Hawaii, dem United States Fish and Wildlife Service (USFWS), der National Oceanic and Atmospheric Administration (NOAA) und dem Office of Hawaiian Affairs (OHA), einer selbstverwalteten Körperschaft des Staates Hawaii. Die Behörden werden unterstützt von der Kure Atoll Conservancy, einer nichtstaatlichen, gemeinnützigen Organisation, die sich um die Wiederherstellung und Erhaltung des Habitats kümmert.
Das Atoll ist vom Department of Land and Natural Resources des US-Bundesstaates Hawaii als Sperrgebiet (Closed Wildlife Sanctuary) eingestuft. Das Betreten bedarf der Erlaubnis, die unter strengen Auflagen nur für wissenschaftliche Zwecke erteilt wird. Es gibt keine Schiffsverbindungen dorthin und die Landebahn auf Green Island ist außer Betrieb. Kure ist heute unbewohnt, doch seit einigen Jahren werden Feldlager zu wissenschaftlichen Zwecken, zur Durchführung von Wiederherstellungsmaßnahmen und zur Beseitigung von Plastikmüll an den Stränden eingerichtet.
Die Region ist von der International Maritime Organization als sensibles Meeresgebiet (Particularly Sensitive Sea Area – PSSA) eingestuft. Schiffe, die sich dem Gebiet nähern, unterliegen besonderen Regularien und Beschränkungen.

## Trivia
Jean-Michel Cousteaus Dokumentarfilm: Ocean Adventures - Voyage to Kure, aus dem Jahr 2003 ist zu großen Teilen auf Kure gedreht worden.